# Удіна Тамара Олексіївна
Тамара Олексіївна Удіна (28 серпня 1937, м-ко, нині смт Буки Маньківського району Черкаської області, Україна — 2013, м. Тернопіль) — український історик, мистецтвознавець, педагог, художник, діячка культури.
Член НСЖУ (1968), НСХУ (1971), Міжнародної асоціації мистецтвознавців (1995). Співорганізатор (1983) Тернопільської організації СХУ (нині НСХУ).
Мати Олени Арутюнян, Вероніки Удіної. Дружина Євгена Удіна.

## Відзнаки
- Відмінник народної освіти УРСР (1977).
- Премія імені братів Богдана і Левка Лепких (2012).

## Життєпис
Від 1946 проживала в м. Чортків, від 1950 — в м. Тернопіль. Закінчила історичний факультет Чернівецького університету (1960, нині національний університет), Ленінградський інститут живопису, скульптури та архітектури ім. І. Рєпіна АМ СРСР (1968) (1968, нині Санкт-Петербурзький державний академічний інститут живопису, скульптури та архітектури імені І. Ю. Рєпіна, РФ).
Старший науковий співробітник, завідувачка відділу Тернопільського історико-краєзнавчого музею (1960—1968, нині ТОКМ), співзасновниця-викладач Тернопільської дитячої художньої школи (1965—1968), викладач Тернопільського педагогічного інституту (1968—1983, нині ТНПУ), вечірнього університету (1970—1990), обласного інституту вдосконалення кваліфікації вчителів (1968—1998).

## Творчість
Як художниця працює в графіці, акварелі, пастелі, станковій олій, живописі, перевага — пейзажний жанр, натюрморт.
Від 1965 — учасниця виставок у містах України, РФ та Болгарії; персональні — 1978—1980.
Твори зберігаються у музеях та приватних колекціях в Україні й за кордоном.

### Доробок
Співавтор видань
- «НСХУ (1991—2001)»,
- «Художники України» (К., 2002), «Ротонда» (Італія, 2004); автор мистецтвознавчих праць-каталогів, Понад 200 статей, резензій, нарисів у фахових журналах, ЕСУ, ТЕС.

Автор і ведуча фільму «Невмируща Шевченкіана народного скульптора-різьбяра Володимира Лупійчука» (режисер М. Джинджиристий; 1986).
Упорядник і автор каталогів П. Барболюка, А. Гриба, С. Львова, І. Мердака, Я. Омеляна, М. Пазізіна та інших; видань «Імпреза», «Художники Тернопільщини» (обидва — 1989).
Серед творів:
- акварелі «А в Тернополі весна!» (1975), «Дерева — як люди» (1983—2002), серії до ювілею Ю. Словацького «Кременецькі мотиви» (1993—1996), «Вибух весни» (2004);
- пастелі — «Смеркає», «Купання коней. Золоте сонце» (обидві — 1987), «Осінь у лісі» (1988), «Липень» (2001);
- олійний живопис — «Осіння спрага» (1985), «З дитинства. Чорнобривці» (1994).